# بيت المناري (يريم)

تعديل مصدري - تعديل

بيت المناري محلة تابعة لقرية الضبربيت ثوابة، التابعة لعزلة ارياب بمديرية يريم إحدى مديريات محافظة إب في الجمهورية اليمنية.، بلغ تعداد سكانها 69 حسب تعداد اليمن لعام 2004.